# Pixel (smarttelefon)

Pixel logotyp.

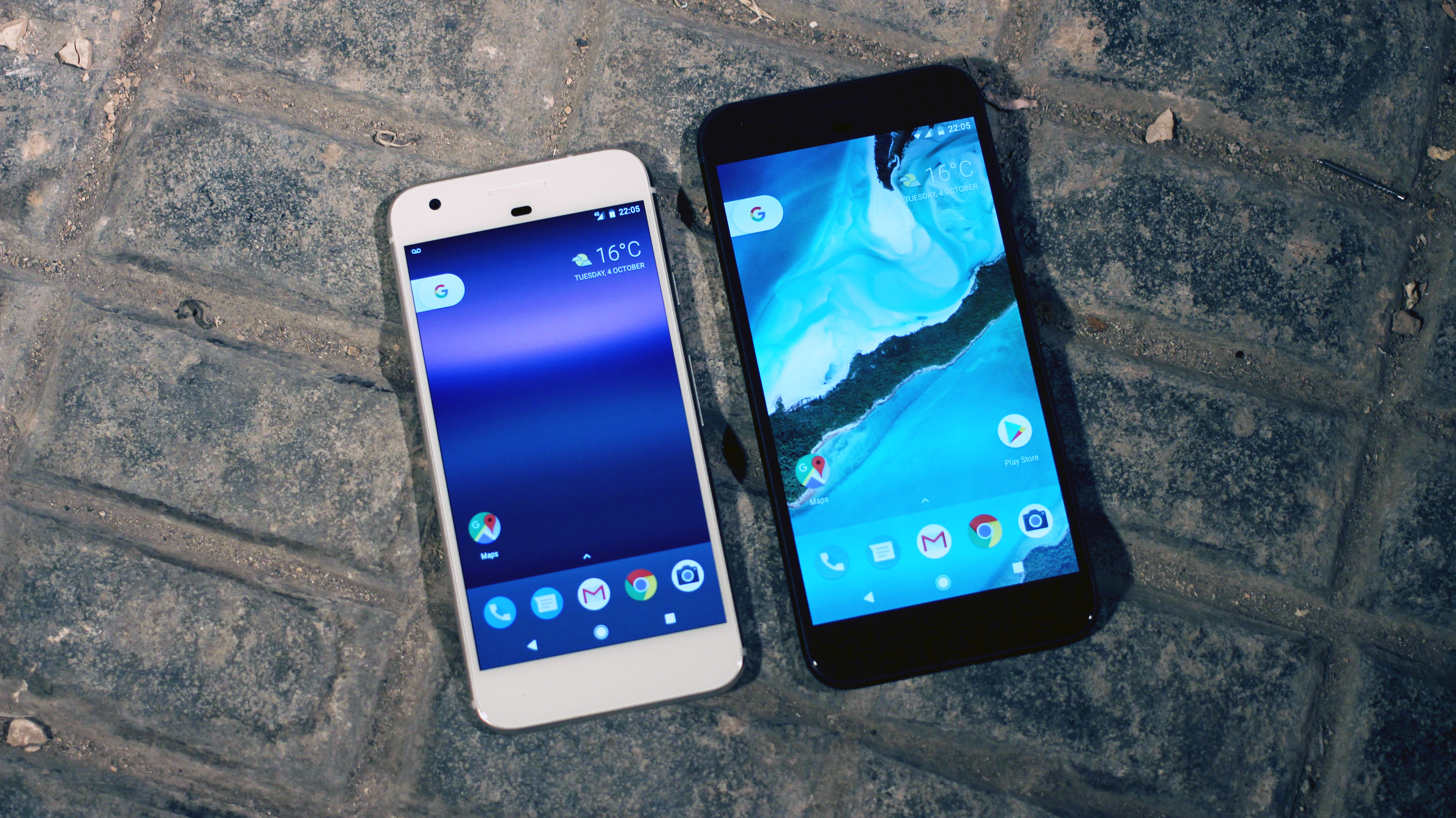
Pixel och Pixel XL.

Pixel och Pixel XL är smarttelefoner designade av Google och tillverkade av HTC Corporation. De presenterades vid en presskonferens 4 oktober 2016. Google lanserade operativsystemet Android 7.1 Nougat på Pixel och Pixel XL . De ingår i en produktfamilj vid namn Google Pixel.

## Specifikationer
|              | Pixel                                              | Pixel XL                                           |
| ------------ | -------------------------------------------------- | -------------------------------------------------- |
| Bildskärm    | 5-inch 1,920x1,080 441ppi                          | 5.5-inch 2,560x1,440 534ppi                        |
| Lagring      | 32GB,128GB                                         | 32GB, 128GB                                        |
| RAM          | 4GB                                                | 4GB                                                |
| Batteri      | 2770mAh                                            | 3450mAh                                            |
| Processor    | 2.15GHz + 1.6GHz quad-core Qualcomm Snapdragon 821 | 2.15GHz + 1.6GHz quad-core Qualcomm Snapdragon 821 |
| Anslutningar | USB-C 3.5mm-hörlursuttag                           | USB-C 3.5mm-hörlursuttag                           |
| Kamera       | 12,3-megapixel                                     | 12,3-megapixel                                     |
| Vikt         | 143g                                               | 168g                                               |